# Peccania coralloides
Peccania coralloides är en lavart som först beskrevs av A. Massal., och fick sitt nu gällande namn av A. Massal. Peccania coralloides ingår i släktet Peccania och familjen Lichinaceae.   Inga underarter finns listade i Catalogue of Life.